# تام راک
تام راک (به انگلیسی: Tom Rack) بازیگر کانادایی است.
از فیلم‌های معروف او می‌توان به بازی در فیلم چاقوی ضامن دار و به نظر می‌رسد می‌تواند بکشد اشاره کرد.